# The Kelpies

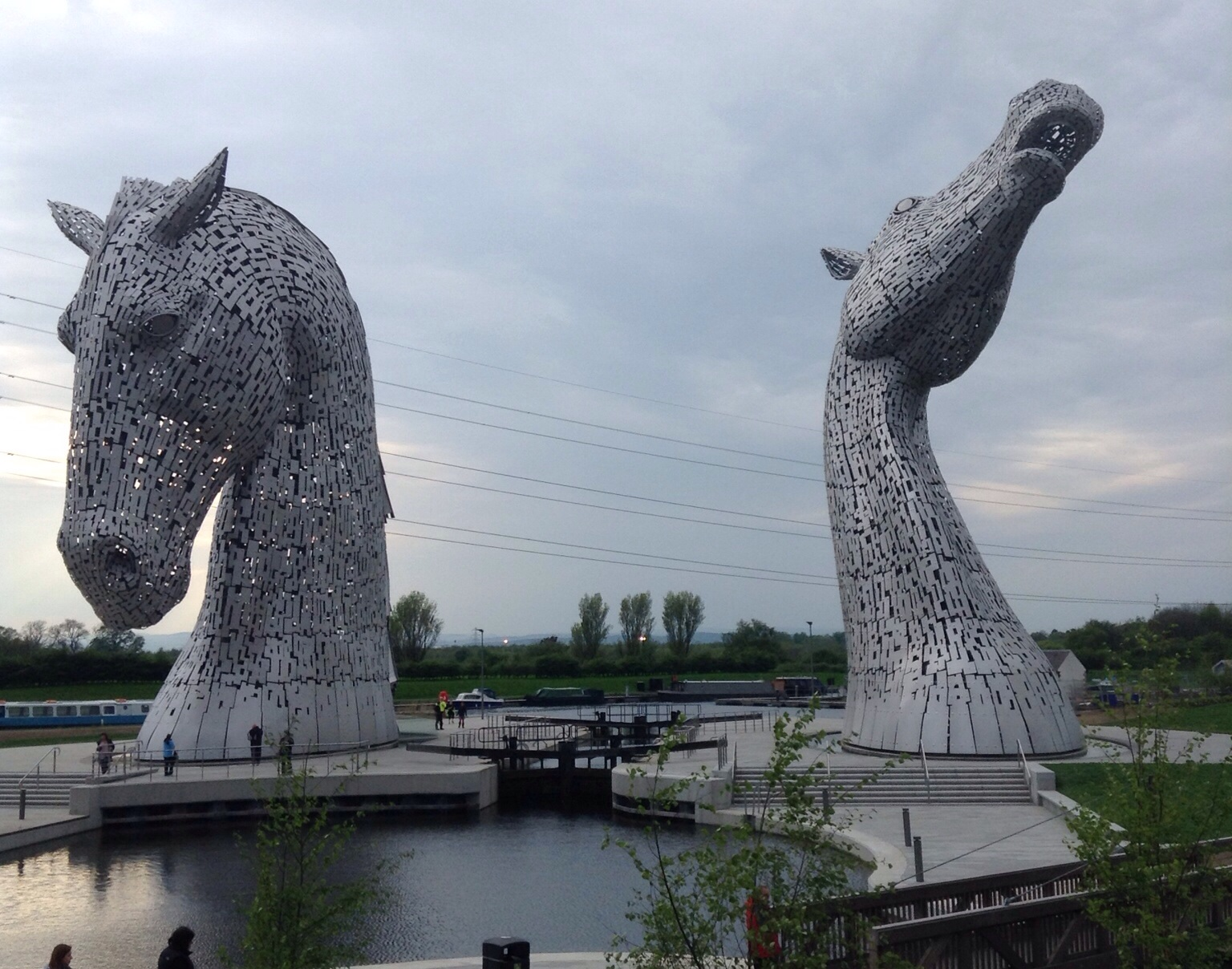
Forth-Clydekanalen, inramad av The Kelpies

The Kelpies är en 30 meter hög skulptur, som föreställer två vattenandar ("kelpies") i hästskepnad. Den står mellan Falkirk och Grangemouth, vid Forth-Clydekanalen och nära floden Carron, i parkområdet The Helix.
Skulpturen utgör den östra entrén till Forth–Clydekanalen, en ny kanaldel som anlagts som en del av en omgestaltning av The Helix.  De två delarna av The Kelpies är placerade på ömse sidor av en nybyggd sluss och en slussbassäng.
Skulpturen är byggd med en stomme av stål med en yta av rostfritt stål. De två delarna väger 300 ton vardera. Skulpturen skapades av Andy Scott och blev klar 2013.
The Kelpies är inspirerad av draghästarna från Clydesdale, som arbetade hårt med att dra båtar längs kanalerna och i jordbruket. Namnet The Kelpies speglar  "kelpies" i den skotska mytologin, varelser som byter gestalt och som äger tio hästars styrka och uthållighet.